# Prosdócimo
Prosdócimo é uma marca de eletrodomésticos portáteis da brasileira Wap Fresnomaq. Anteriormente foi uma marca de eletrodomésticos da linha branca (geladeiras, congeladores etc.) no Brasil. O termo também se refere a um conjunto de empresas ligadas à família Prosdócimo, com sede na cidade de Curitiba, capital do estado do Paraná.

## Lojas Prosdócimo
Na primeira metade do século XX, o empreendedor João Prosdócimo constituiu uma empresa de varejo, denominada Lojas Prosdócimo, em Curitiba. No final dos anos 1940, a loja firmou um contrato com a fabricante sueca de bicicletas Nymanbolagen AG, para produção de bicicletas com a marca brasileira. Antes disso, a empresa montava bicicletas com componentes da marca alemã Dürkopp.
As bicicletas Prosdócimo suecas foram produzidas até 1955, quando a produção passou a ser feita no Brasil. A empresa formou uma rede no setor de eletromóveis com pontos de venda no Paraná e em Santa Catarina. Em 1984, a cadeia de 23 lojas, em recuperação judicial, foi vendida para o grupo Arapuã.

## Marca de eletrodomésticos
Após a venda da empresa, um filho de João Prosdócimo fundou na cidade de Curitiba, em 1949, a Refrigeração Paraná S/A (Refripar) e passou a comercializar a linha de produtos com a marca do nome da família Prosdócimo. A Refripar produzia eletrodomésticos, sendo o forte da produção a linha branca com freezers, geladeiras e condicionadores de ar. Era considerada a segunda maior indústria de produtos da chamada "linha branca" no país.
Em 1982, a Refripar assumiu o controle acionário da Pereira Lopes Ibesa Industria e Comércio S/A, de São Carlos, até então fabricante das marcas "Climax" e Ibesa e em 1983 passa a se chamar Climax Indústria e Comércio S/A. No entanto, a Climax foi incorporada em 1995.
Sérgio Prosdócimo, então dirigente e controlador, vendeu as empresas do grupo para o conglomerado sueco Electrolux em 1996, tornando-se a base da expansão da multinacional no Brasil. Durante algum tempo, ainda era usada uma marca combinada (Electrolux-Prosdócimo). Em 1997, a Refripar mudou a razão social para Electrolux do Brasil S/A e a marca Prosdócimo foi extinta.
Em 22 de maio de 2018, Sérgio Prosdócimo morreu em Curitiba aos 76 anos, vítima de problemas cardíacos. Ele também foi presidente do Coritiba Foot Ball Club. 
Em 2023, a marca Prosdócimo foi adquirida pela brasileira Wap Fresnomaq, retornando ao mercado brasileiro em 2024, com uma linha eletrodomésticos portáteis tais como fritadeiras elétricas sem óleo, fornos do tipo ovenfryer, chaleiras elétricas, sanduicheiras, panelas elétricas, grill e outros. 